# Kospoda
Kospoda é um município da Alemanha localizado no distrito de Saale-Orla, estado da Turíngia.

## Demografia
Evolução da população (31 de dezembro):
| - 1994 – 477 - 1995 – 476 - 1996 – 478 - 1997 – 475 | - 1998 - 480 - 1999 - 470 - 2000 – 470 - 2001 – 474 | - 2002 – 462 - 2003 – 456 - 2004 – 451 - 2005 – 451 |

Fonte: Thüringer Landesamt für Statistik